# Лариков, Егор Григорьевич
Его́р Григо́рьевич Ла́риков (20 апреля 1923, Дроновка — 14 ноября 2000, Москва) — советский офицер морской пехоты в Великой Отечественной войне, герой Советского Союза (1945).

## Биография
Родился 20 апреля 1923 года в селе Дроновка Грайворонского уезда Курской губернии (ныне Грайворонский район Белгородской области) в многодетной (5 детей) крестьянской семье. В 1937 году семья переехала в село Варваровка Анапского района (ныне — города-курорта Анапы). После окончания семи классов школы и школы фабрично-заводского ученичества в Грозном работал строителем. В августе 1941 года Лариков был призван на службу в Красную Армию. В марте 1942 года он окончил Махачкалинское пехотное военное училище.
С того же времени — на фронтах Великой Отечественной войны.  
С июня 1943 года командовал стрелковой ротой 305-го отдельного батальона морской пехоты 83-й отдельной морской стрелковой бригады 46-й армии 2-го Украинского фронта. 
Участвовал в ожесточенных боях на Крымском полуострове и Малой земле, освобождал Анапу, Тамань, косу Тузла, оборонял Кавказ. 83-я морская бригада вошла в состав возрожденной Дунайской флотилии. Она вместе с войсками 2-го и 3-го Украинских фронтов участвовала в боях за освобождение от фашизма Румынии, Болгарии, Югославии, Венгрии, Чехословакии и Австрии.
3 декабря 1944 года старший лейтенант Лариков в составе советско-югославского десанта высадился в районе города Опатовац в Югославии. Его рота скрытно пробралась в населённый пункт Мохово и разгромила немецкий гарнизон в нём. В том бою Лариков лично уничтожил дот. Окопавшись, рота отразила более десятка немецких контратак, уничтожив несколько десятков солдат и офицеров, 5 танков, захватила 15 пулемётов и большое количество другого вооружения. 7 декабря рота Ларикова высадилась в городе Вуковар. В ходе уличных боёв, обнаружив два немецких танка, Лариков с товарищами уничтожил их экипажи, при этом сам получил более 10 ранений осколками (7 из них врачам достать из тела не удалось). Вскоре Ларикову было присвоено звание капитана.
Указом Президиума Верховного Совета СССР от 20 апреля 1945 года за «мужество и героизм, проявленные на фронте борьбы с немецкими захватчиками», капитан Егор Лариков был удостоен высокого звания Героя Советского Союза с вручением ордена Ленина и медали «Золотая Звезда» за номером 7124.
Во время боёв за Будапешт капитан Лариков вновь был тяжело ранен и попал под вражеский танк, после чего перенёс около двадцати операций. Из госпиталя он вышел только в декабре 1945 года.
После окончания войны он продолжал службу в Советской Армии. Был командиром роты и офицером для поручений заместителя начальника Генерального штаба по Военно-морскому флоту.  В 1952 году окончил Военную академию имени М. В. Фрунзе. С 1956 по 1962 годы служил в частях Группы советских войск в Германии, в том числе был командиром полка. В 1967 году окончил Высшие центральные офицерские курсы Гражданской обороны СССР. После этого до увольнения в запас служил в штабе Гражданской обороны СССР. 20 августа 1973 года в звании полковника был уволен в запас. Проживал в Москве, до выхода на пенсию работал во Всесоюзном НИИ оптико-физических измерений. 
Скончался 14 ноября 2000 года на 78-м году жизни, похоронен на Троекуровском кладбище. 

## Награды
- Герой Советского Союза (20.04.1945)
- Орден Ленина (20.04.1945)
- Два ордена Красного Знамени (30.03.1943, 21.06.1944)
- Два ордена Отечественной войны I степени (29.12.1943, 11.03.1985)
- Медаль «За боевые заслуги» (19.11.1951)
- Медаль «За оборону Кавказа»
- Медаль «За освобождение Белграда»
- Медаль «За взятие Будапешта»
- Медаль «За взятие Кёнигсберга»
- Медаль «За победу над Германией в Великой Отечественной войне 1941—1945 гг.»
- Медаль «Ветеран Вооружённых Сил СССР»
- Медаль Жукова
- Юбилейные медали СССР[1]
- Почётный гражданин города-курорта Анапа (2000)[2].

## Память
- В 2012 году имя Ларикова получила московская специальная (коррекционная) общеобразовательная школа № 162, впоследствии реорганизованной путём присоединения в 2014 году к средней общеобразовательной школе № 90.
- В 2013 году в его родном селе Дроновка был установлен памятник.
- В городе Грайворон на Мемориале памяти установлен бюст Героя.
- В городе-курорте Анапа его имя значится на Аллее Славы.

Бюст Герою Советского Союза Ларикову Егору Григорьевичу, Мемориал памяти г. Грайворон, Белгородская область